# Eglisau
Eglisau is een gemeente en plaats in het Zwitserse kanton Zürich, en maakt deel uit van het district Bülach.
Eglisau telt 3437 inwoners.